# Weihnachten mit Andrea Jürgens
Weihnachten mit Andrea Jürgens ist ein Weihnachtsalbum der deutschen Schlagersängerin Andrea Jürgens aus dem Jahr 1979.

## Entstehung und Veröffentlichung
Bei Weihnachten mit Andrea Jürgens handelt es sich um ein deutschsprachiges Weihnachtsalbum, das sich in seiner Originalfassung aus 20 Titeln zusammensetzt, die von Jack White produziert wurden. Die Erstveröffentlichung erfolgte am 31. Oktober 1979 als LP bei Ariola. Im Jahr 1992 wurde es bei White Records erstmals als CD veröffentlicht.

## Titelliste
| #  | Titel                                              | Autor(en)                                    | Produzent(en) | Länge |
| -- | -------------------------------------------------- | -------------------------------------------- | ------------- | ----- |
| 1  | Stille Nacht, heilige Nacht                        | Franz Xaver Gruber, Joseph Mohr              | Jack White    | 3:29  |
| 2  | Leise rieselt der Schnee                           | Traditional/Text: Eduard Ebel                | Jack White    | 2:51  |
| 3  | Aba Heidschi, Bumbeidschi                          | Traditional                                  | Jack White    | 3:20  |
| 4  | Alle Jahre wieder                                  | Traditional/Text: Wilhelm Hey                | Jack White    | 1:39  |
| 5  | O Tannenbaum                                       | Traditional                                  | Jack White    | 2:20  |
| 6  | Es ist ein Ros entsprungen                         | Traditional                                  | Jack White    | 4:07  |
| 7  | Jingle Bells                                       | Traditional/Komposition: James Lord Pierpont | Jack White    | 2:42  |
| 8  | Susani, Susani                                     | Traditional                                  | Jack White    | 2:49  |
| 9  | Zu Bethlehem geboren                               | Traditional                                  | Jack White    | 2:12  |
| 10 | Ihr Kinderlein, kommet                             | Traditional                                  | Jack White    | 2:20  |
| 11 | Süßer die Glocken nie klingen                      | Traditional                                  | Jack White    | 4:13  |
| 12 | Kommet, ihr Hirten                                 | Traditional                                  | Jack White    | 2:18  |
| 13 | O du fröhliche                                     | Traditional                                  | Jack White    | 3:23  |
| 14 | Am Weihnachtsbaum die Lichter brennen              | Traditional                                  | Jack White    | 2:54  |
| 15 | Laßt uns froh und munter sein                      | Traditional                                  | Jack White    | 1:58  |
| 16 | Kling, Glöckchen, klingelingeling                  | Traditional                                  | Jack White    | 2:15  |
| 17 | Es wird schon gleich dunkel                        | Traditional                                  | Jack White    | 3:04  |
| 18 | Morgen kommt der Weihnachtsmann                    | Traditional                                  | Jack White    | 1:08  |
| 19 | Still, still, still, weil's Kindlein schlafen will | Traditional                                  | Jack White    | 2:49  |
| 20 | Vom Himmel hoch, da komm ich her                   | Traditional                                  | Jack White    | 2:53  |

## Kommerzieller Erfolg

### Chartplatzierungen
Weihnachten mit Andrea Jürgens stieg am 24. Dezember 1979 auf Rang 27 der deutschen Albumcharts ein und erreichte zwei Wochen später die Chartspitze, wo es sich auch in der darauffolgenden Woche vom 14. Januar 1980 hielt. Das Album konnte sich acht Wochen in den Charts platzieren, letztmals in der Chartausgabe vom 19. Januar 1981. Es ist nach Weihnachten auf hoher See von Freddy Quinn erst das zweite Weihnachtsalbum, das die deutschen Albumcharts anführte. In Österreich konnte sich das Album eine Halbmonatsausgabe platzieren und erreichte dabei am 1. Januar 1980 Rang 19.
| Periode   | Höchstplatzierung, Gesamtwochen/‑monateChartplatzierungen (Periode, Platzierungen, Wochen/Monate) | Höchstplatzierung, Gesamtwochen/‑monateChartplatzierungen (Periode, Platzierungen, Wochen/Monate) |
| Periode   | DE                                                                                                | AT                                                                                                |
| --------- | ------------------------------------------------------------------------------------------------- | ------------------------------------------------------------------------------------------------- |
| 1979/80   | DE1 (5 Wo.)DE                                                                                     | AT19 (½ Mt.)AT                                                                                    |
| 1980/81   | DE5 (3 Wo.)DE                                                                                     | —                                                                                                 |
| Insgesamt | DE1 (8 Wo.)DE                                                                                     | AT19 (½ Mt.)AT                                                                                    |

### Auszeichnungen für Musikverkäufe
2004 wurde das Album für über 1,25 Millionen Einheiten mit einer fünffachen Goldenen Schallplatte in Deutschland ausgezeichnet, bereits 1981 avancierte es zum Millionenseller. Das Album zählt damit zu den meistverkauften Musikalben des Landes sowie den kommerziell erfolgreichsten Weihnachtstonträger. Es war nach Weihnachten mit Heintje von Heintje erst das zweite Album, welches die Millionenmarke überschritt. Den Quellenangaben zufolge verkaufte es sich weltweit über 1,5 Millionen Mal. Für diesen Erfolg erhielt Jürgens auch einen Eintrag ins Guinness-Buch der Rekorde.
| Land/Region        | Auszeichnungen für Musikverkäufe (Land/Region, Auszeichnung, Verkäufe) | Verkäufe  |
| ------------------ | ---------------------------------------------------------------------- | --------- |
| Deutschland (BVMI) | 5× Gold                                                                | 1.250.000 |
| Insgesamt          | 1× Gold · 2× Platin ·                                                  | 1.250.000 |